# 加利福尼亚个性调查表
加利福尼亚个性调查表（California Psychological Inventory）又称加州心理测试、加利福尼亚心理问卷、青年人格问卷，是由哈里森·G·高夫發明的一種自陳量表（人格測驗），于1956年首次发布，最新修订版于1996年发布。加利福尼亚个性调查表中的178道題目来自明尼苏达多项人格问卷，另35道題目与之相似。  答題者在回答加利福尼亚个性调查表所有題目時只需回答“是”或“否”。